# Панські Гори
Па́нські Го́ри — ландшафтний заказник місцевого значення в Україні. Розташований у Новомиргородському районі Кіровоградської області, на південний схід від міста Новомиргород, між районним центром та селом Костянтинівка, за 1,5 км на південь від залізничної станції Новомиргород.
Площа — 8,1 га. Статус надано згідно з рішенням Кіровоградської обласної ради № 31 від 13.01.1995 року. Перебуває у віданні: Новомиргородська міська рада.

## Опис
Територія заказника включає в себе високі схили правого берегу річки Велика Вись, які дали назву місцевості, а також частину річкової заплави. На території заказника розташоване джерело з питною водою, що містить іони срібла. Близькість до міста робить місцевість перспективною для обладнання екологічного маршруту.

### Флора
Територія заказника відрізняється розмаїттям рослинного покриву та екологічними умовами. На невеликих за площею стрімких схилах переважає степова рослинність: келерія гребінчаста, цмин пісковий, типчак, тимофіївка степова, пирій середній. Окрім злакових видів трапляються лучно-степові квітучі рослини, такі як конюшина гірська, пижмо звичайне, вероніки сиза та рання, гвоздика польова, волошка степова. Завдяки різнобарвності квітів цих рослин схили відрізняються своєю мальовничістю. На них виявлені також малопоширені в області види: азинеума сірувата, шипшина яблучна; ростуть залізняки колючий та бульбистий, дзвоники болонські, смовдь Любименка.
У заплаві переважають обводнені зарості очерету з кущами попелястої та тритичинкової верб. Лісостепова болотна рослинність представлена тут типовими видами: сідачем коноплевим, дягелем лікарським, гадючником в'язолистим, плакуном верболистим. Поблизу залізничного мосту, в прирусловій заплаві, виявлені алтея лікарська, м'яти польова та водяна, півники болотні.
В замкнутих міжгорбових зниженнях багато таких видів, як зіновать австрійська, нечуй-вітер отруйний. Серед інших лікарських рослин заказника — материнка, звіробій стрункий, буквиця лікарська, череда трироздільна. Поодиноко зростає рідкісна лікарська рослина — оман високий.

### Фауна
Порівняно з флористичною різноманітністю, фауна заказника досить бідна, в основному представлена птахами. У високих травах на березі річки мешкають бугайчик, курочка водяна, очеретянка велика. Трапляються також чаплі руді та сірі, лелека білий, лунь болотний. Дерева поблизу річки відвідують сороки, костогризи та щиглики.
На горбах у чагарниках трапляються славка сіра, польовий та хатній горобці, коноплянка.

## Історія
Про походження назви Панських Гір існує легенда, буцімто на цьому місці стояв панський маєток, однак вона не має будь-якого археологічного підтвердження. Згідно з нею, у тутешнього пана смертельно захворіла дочка, яку згодом вилікував найнятий незадовго до того паном наймит. Швидкому одужанню дівчини сприяла вода з джерела поблизу річки, а також лікувальні грязі (ймовірно, з озера Лонго). Відтоді наймит став наближеною і довіреною особою для пана.
За деякими даними, до Жовтневого перевороту тут розташовувалася садиба з великим фруктовим садом та кам'яною огорожею. Власником маєтку нібито був пан І. Коцюба.